# Hemiphaga
Hemiphaga é um gênero de aves da família Columbidae.
As seguintes espécies são reconhecidas:
- Hemiphaga novaeseelandiae (Gmelin, 1789), Kererū (Pombo da Nova Zelândia).
- Hemiphaga chathamensis (Rothschild, 1891), Pombo das Ilhas Chatham.